# Giry (Nièvre)
Giry ist eine französische Gemeinde mit 188 Einwohnern (Stand 1. Januar 2022) im Département Nièvre in der Region Bourgogne-Franche-Comté. Sie gehört zum Arrondissement Cosne-Cours-sur-Loire und zum Kanton La Charité-sur-Loire. Die Bewohner werden Girycois und Girycoises genannt.

## Geographie
Die Gemeinde liegt rund 30 Kilometer nordöstlich von Nevers am Ufer des Flusses Nièvre d’Arzembouy. Nachbargemeinden sind:
- Arzembouy im Norden,
- Arthel und Montenoison im Nordosten,
- Oulon im Osten,
- Prémery im Süden,
- Dompierre-sur-Nièvre im Westen und
- Saint-Bonnot im Nordwesten.

## Bevölkerungsentwicklung
| Jahr                       | 1962 | 1968 | 1975 | 1982 | 1990 | 1999 | 2020 |
| Einwohner                  | 275  | 327  | 279  | 225  | 197  | 196  | 188  |
| Quellen: Cassini und INSEE |      |      |      |      |      |      |      |

## Sehenswürdigkeiten
- Schloss Giry aus dem 14. und 16. Jahrhundert, Fassaden und Dächer seit 1950 als Monument historique eingeschrieben
- Kirche Saint-Germain-d’Auxerre aus dem 12. Jahrhundert

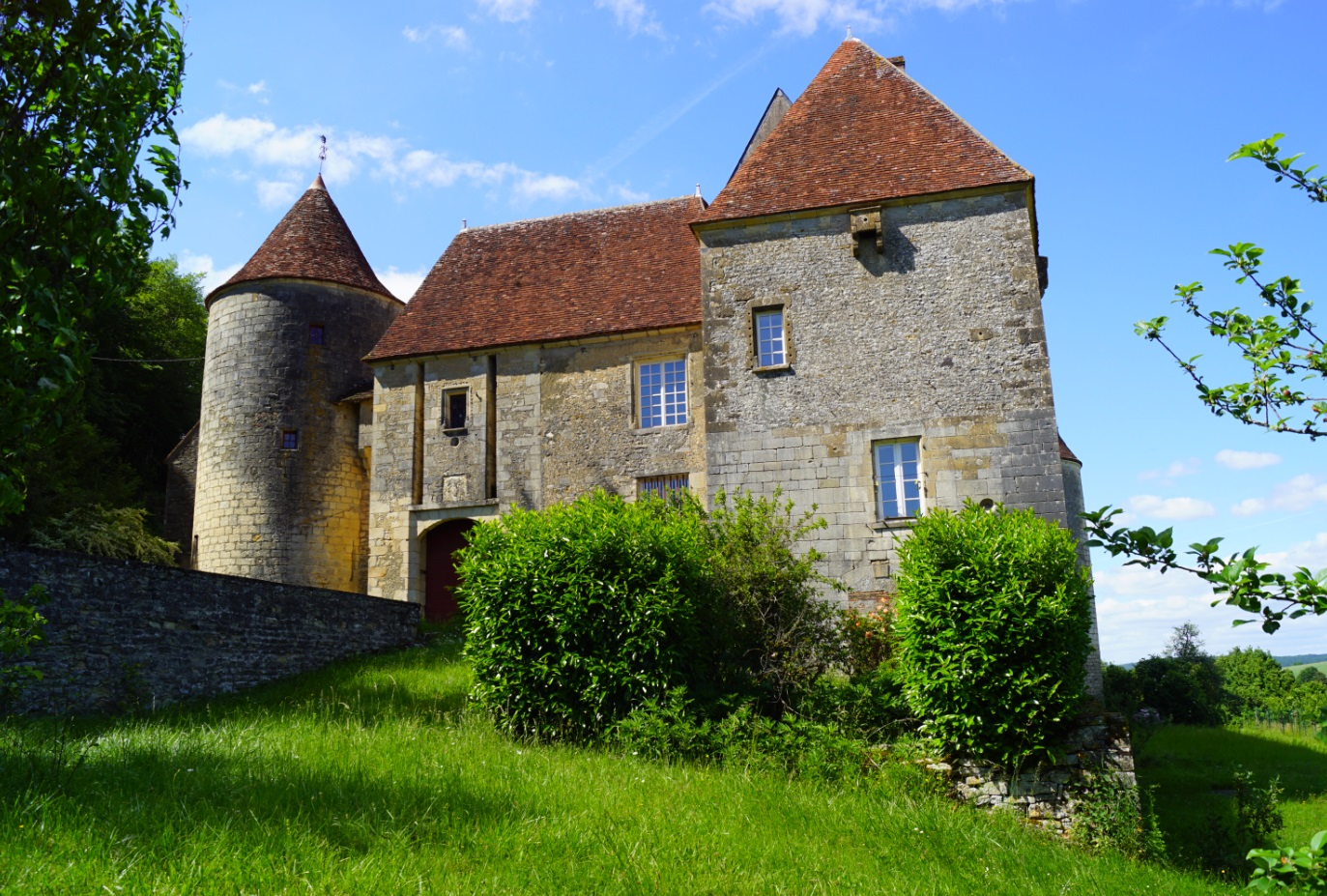
Schloss Giry
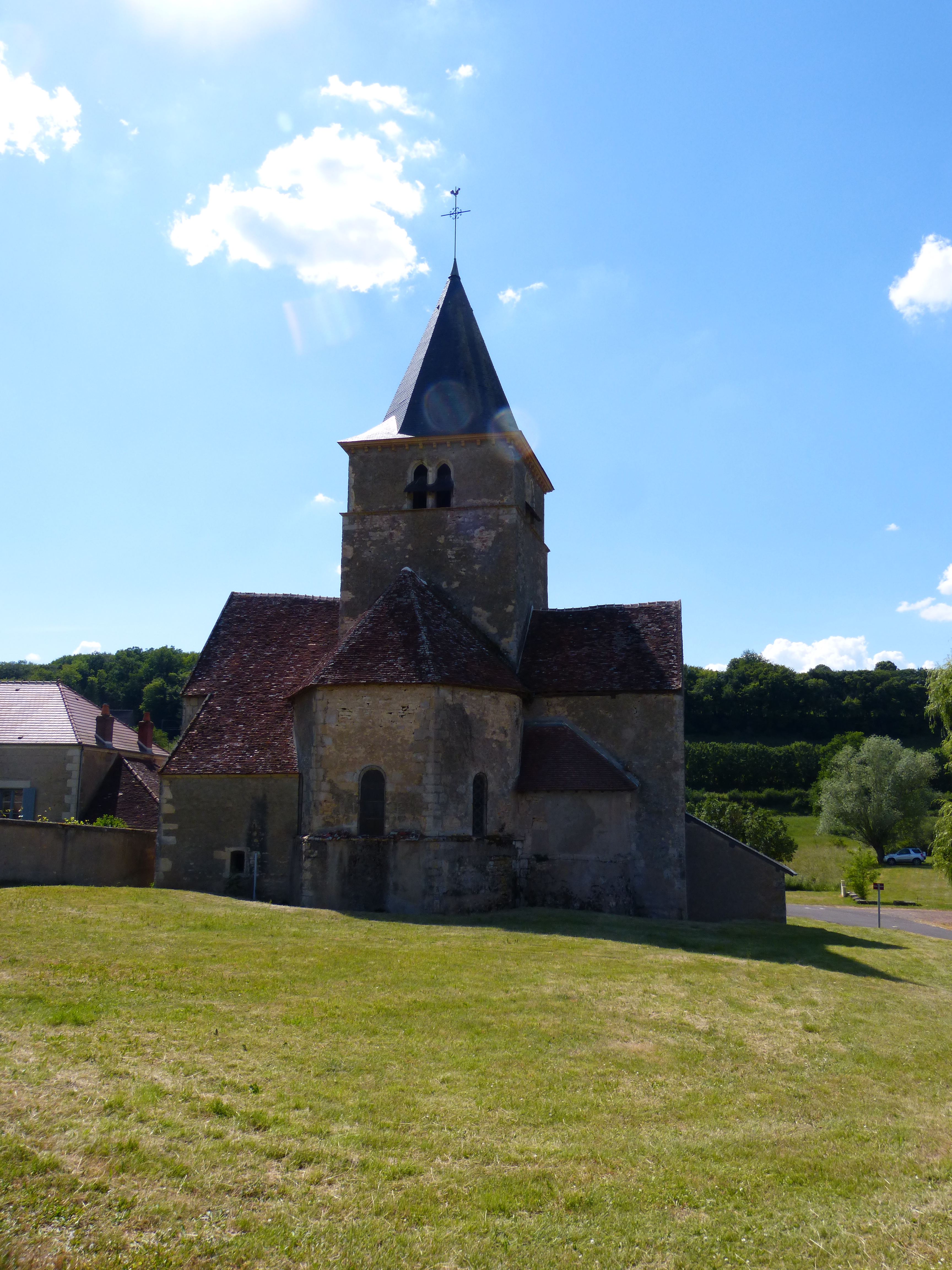
Kirche Saint-Germain-d’Auxerre